# Soïg Sibéril
Soïg Sibéril, né Jean-François Paul Sibéril le 1er février 1955 à Bois-Colombes et mort le 6 avril 2025 à Carhaix-Plouguer (Finistère), est un guitariste français de culture bretonne.
Il est l'un des pionniers de l'implantation de la guitare en tant qu'instrument complet dans la musique bretonne traditionnelle. Soliste ou accompagnateur, sa présence a été remarquée dans des groupes comme Kornog, Gwerz, Pennoù Skoulm, Den, Les Ours du Scorff et Breizharock. Il a également accompagné Denez Prigent, Dan ar Braz, Nolwenn Korbell, avec qui il a sorti l’album Red en 2007.
Musicien autodidacte, Soïg Sibéril joue beaucoup en picking et utilise généralement l'accord ouvert, ou « open tuning » DADGAD (ré la ré sol la ré), comme Pierre Bensusan. Il a formé le trio de guitaristes PSG, un duo avec Jean-Felix Lalanne et fait partie du collectif « Autour de la guitare celtique ». Il est aussi actif dans la transmission, à travers des cours, stages, masterclasses, et l'édition de supports pédagogiques.

## Biographie

### Enfance et formation
Soïg Sibéril naît à Bois-Colombes près de Paris d'un père originaire de Glomel et d'une mère marocaine,. Il commence la guitare à l'âge de 18 ans en autodidacte.
Breton de Paris, porté par la vague bretonne qui conquiert les salles parisiennes (Alan Stivell à l'Olympia, les sœurs Goadec à Bobino), il part s'installer en Bretagne au milieu des années 1970, à l'âge de 22 ans,.
En 1975, il rencontre le guitariste irlandais Mícheál Ó Domhnaill, qui lui fait découvrir l'accord ouvert (open tuning ou DADGAD). C'est une révélation : il adaptera ces sonorités de « bourdon » (comme les cornemuses ou les vielles à roues) au répertoire breton en général et à celui du fest-noz en particulier. Il démarre donc sa carrière professionnelle à la fin des années 1970, au sein du groupe de fest-noz Kanfarted Rostren, avant d'intégrer Skrilled aux côtés des frères Colleu, d'Alain Le Hégarat et de Jean-Paul Huellou.

### Années 1980

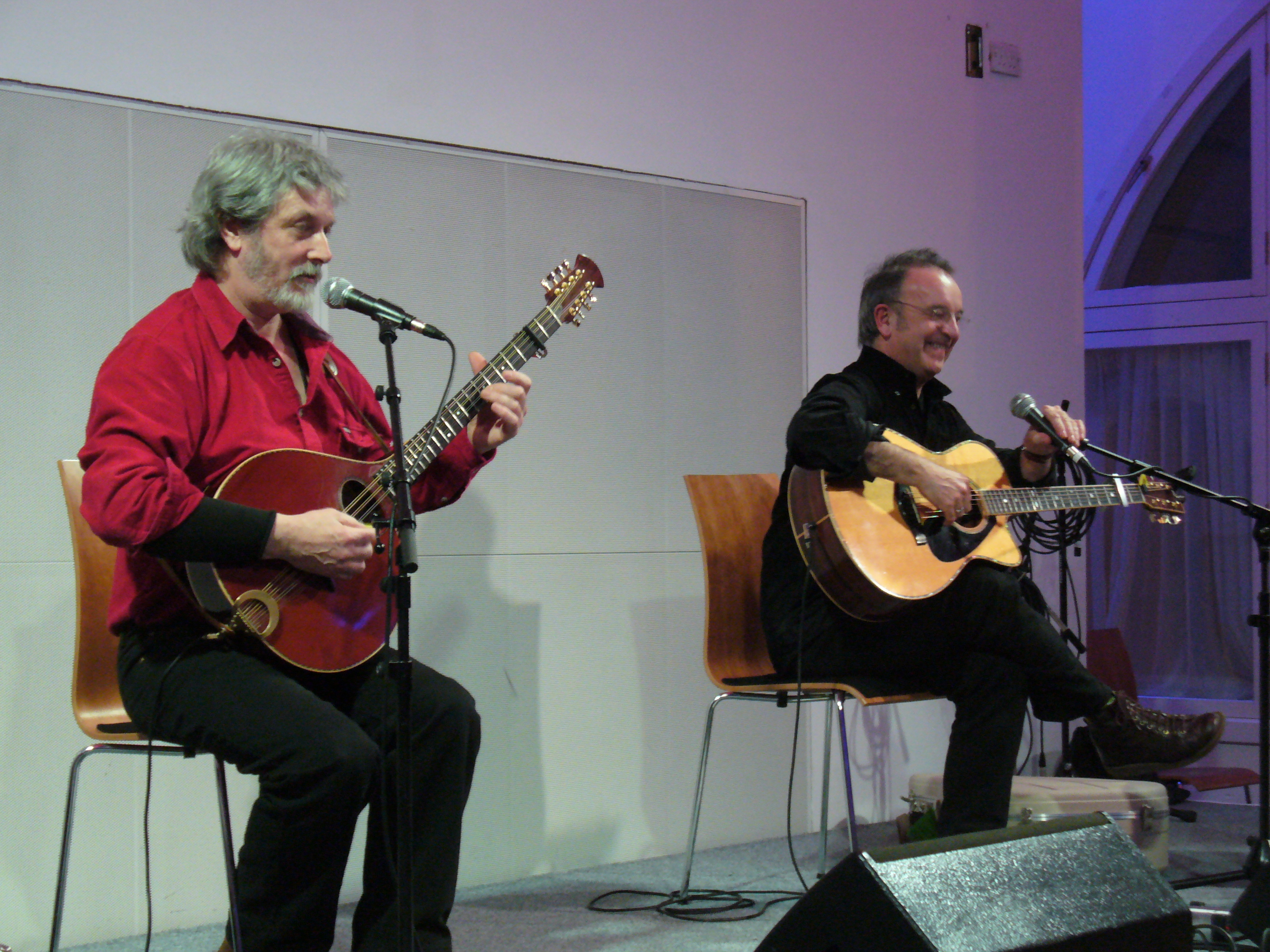
Jamie McMenemy et Soïg Sibéril en 2011.

En 1980, il rencontre Jamie Mc Menemy du Battlefield Band et fonde le groupe Kornog, quatuor de musique bretonne et celtique, avec Christian Lemaître et Jean-Michel Veillon. Kornog parcourt l'Europe et les États-Unis et enregistre cinq albums. Il fonde aussi le groupe Gwerz avec Erik Marchand, Patrick Molard, Jacky Molard et Youenn Le Bihan, avec qui il enregistre trois albums. Il joue à l'étranger (pays celtes, Europe de l'Est…) et découvre d'autres musiques, comme celle de Galice. Au début des années 1980, il accompagne à Carhaix le pandit (maître) du sitar, Kishor Gosh.
À la fin des années 1980, Gwerz et Kornog fusionnent pour former Pennoù Skoulm. Le répertoire de Pennoù Skoulm est essentiellement basé sur la musique bretonne mais avec une combinaison nouvelle d’instruments (uilleann pipes, flûte traversière, violon).
En 1987, il participe au quintet Den.
En 1989, il fonde le Trio Kemia avec Frank Le Bloas et Alain Rouquette et joue une musique « expérimentale ». Il tourne également avec groupe La Rouchta, auquel participent Gilbert Bourdin, Lors Jouin et Fanch Landreau (prémices des Ours du Scorff).

### Années 1990
En 1993, il réalise son premier album solo Digor (« ouverture »).
Il se produit en trio de guitaristes avec Jean-Charles Guichen et Jacques Pellen (Trio PSG).
En 1994, il rejoint les Ours du Scorff.
Il participe en 1995 à l’album Alcôves d’Alain Pennec.
En 1998, il rencontre Stephan Eicher lors d'une jam session à Pont-Aven.
En 1999, il sort son deuxième album solo Entre Ardoise et Granit. La même année, il participe sur l’album Restless Home d'Orion. Il sort aussi son troisième album solo Gwenojenn.

### Années 2000

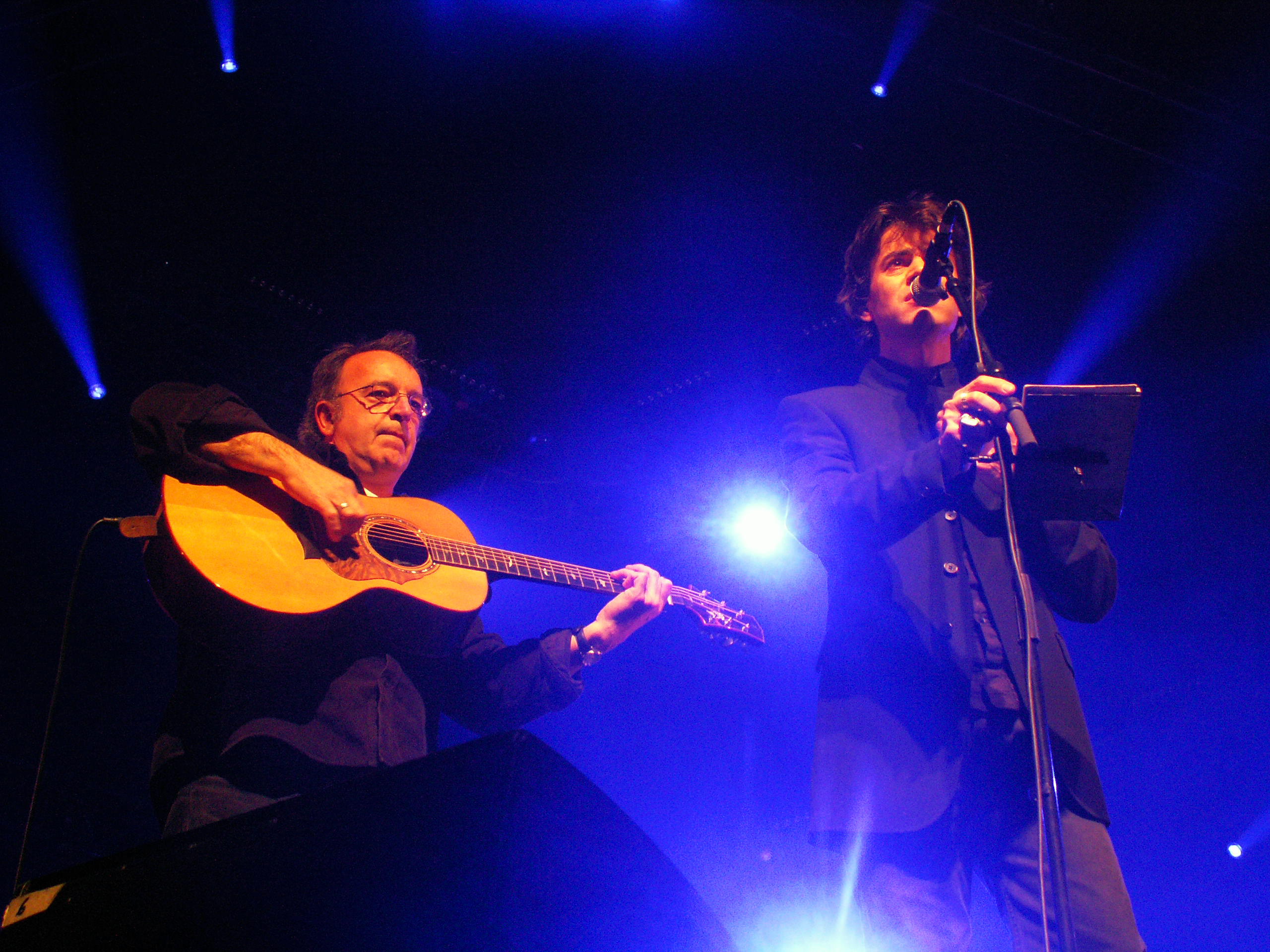
Soïg Sibéril avec Denez Prigent au Yaouank 2005.

Il sort en 2000 avec les Ours du Scorff l’album Le retour d'Oné (Keltia Musique), suivit d'une tournée. Il réalise un nouvel album en 2001, Gitar. Avec le Celtic Guitar Festival (Tony McManus (en), Alain Genty, Steeve Cooney), il sort un nouvel album. À la demande du guitariste Jean-Félix Lalanne, il participe au projet Autour de la guitare (album Polydor) et jouera en 2003 à l'Olympia pour le concert Autour de la guitare. En 2002, il réalise un nouvel album de partitions et tablatures (Coop Breizh) et l’album Kan ha gitar en duo avec Laurent Jouin. Durant le festival Celtic Connections à Glasgow en 2003, il participe à Harvest, création de Donald Shaw. Il enregistre un album avec le Trio PSG (Marzin, Guichen).
En 2004, il joue cinq titres lors d'un concert d'Eicher au festival de Cornouaille avec Didier Squiban et Ronan Le Bars.
En 2004, il sort avec le trio Alain Genty/Tony McManus (en) l'album The Clearstream (Grenntrax), il participe à l’album Prises et reprises de Michael Jones et joue sur scène avec Denez Prigent. En 2004, il accompagne Nolwenn Korbell, dans le cadre de Taol kurun, du Printemps de Châteauneuf ou encore du spectacle l'Héritage d'une culture, création du festival de Cornouaille. Les Ours du Scorff sortent en 2005 l’album La bonne pêche !.
Dès 2005, il joue en duo avec Gilles Le Bigot, deux guitaristes qui ont marqué de leur style la musique bretonne depuis le tout début des années 1980.

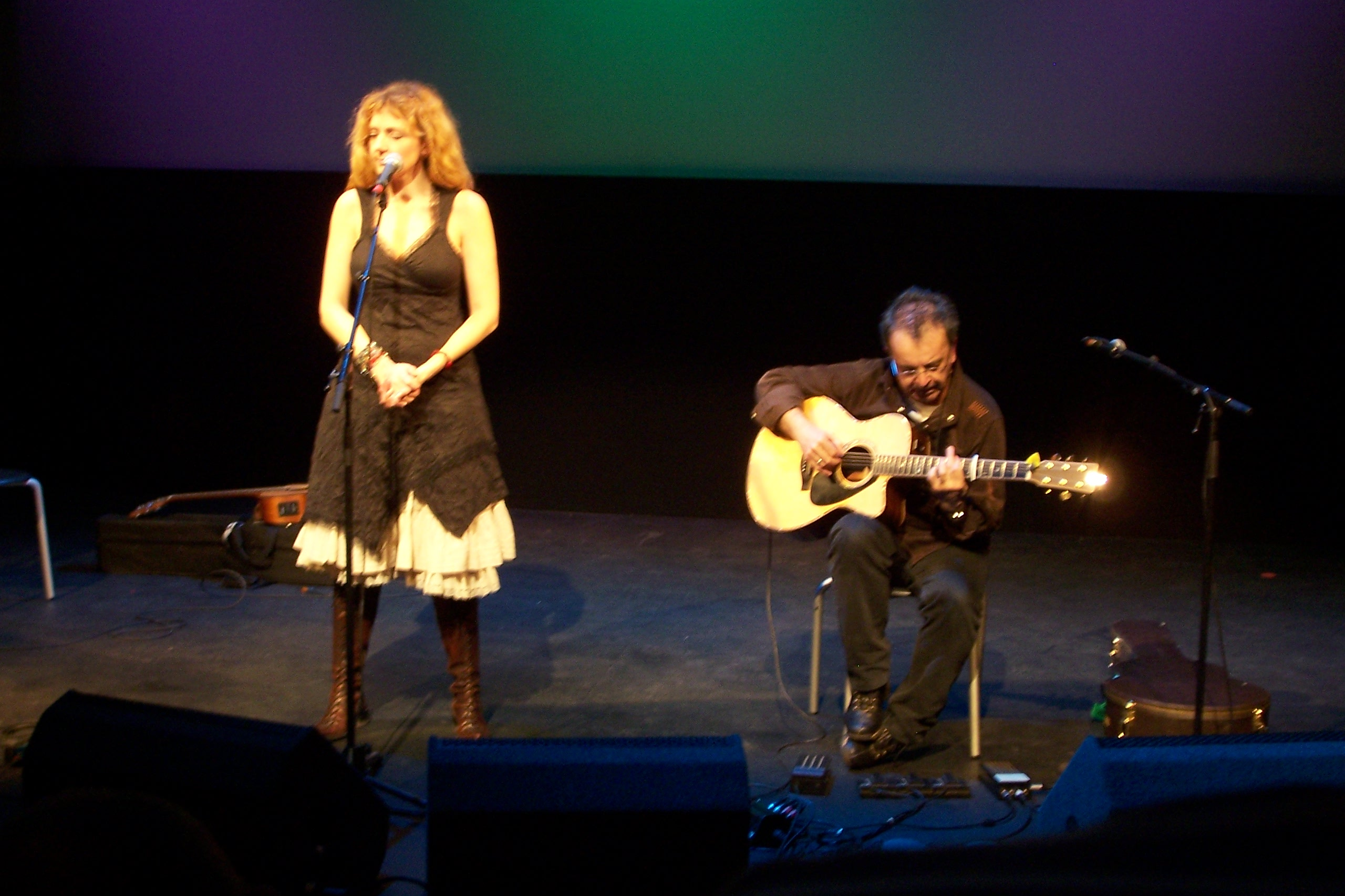
Soïg Sibéril et Nolwenn Korbell au Celtic Connections 2007 à Glasgow.

En 2006, il enregistre son album Lammat, essayant des rapprochements entre l'electro et le hip-hop, avec Nolwenn Korbell, Éric Le Lann, Patrice Marzin et les rappeurs Abstrackt Keal Agram entre autres. Lammat reçoit le trophée coup de cœur 2006 décerné par Musique et danse en Finistère et le Grand prix du disque Produit en Bretagne 2007. La création Lammat s’est produite lors du festival des Vieilles Charrues à Carhaix,.
En 2007, sort l’album Red de Nolwenn Korbell, qu’il a enregistré seul et dont il est l’arrangeur. En 2008, il joue avec la formation Autour de la guitare. En 2009, il sort son album Botcanou et Duo libre, un sept titres avec Cédric Le Bozec. Il participe à la création d'Évelyne Girardon L'ailleurs de l'avant aux Francofolies et joue avec le groupe Pennoù Skoulm, au festival Irlandays notamment.

### Années 2010

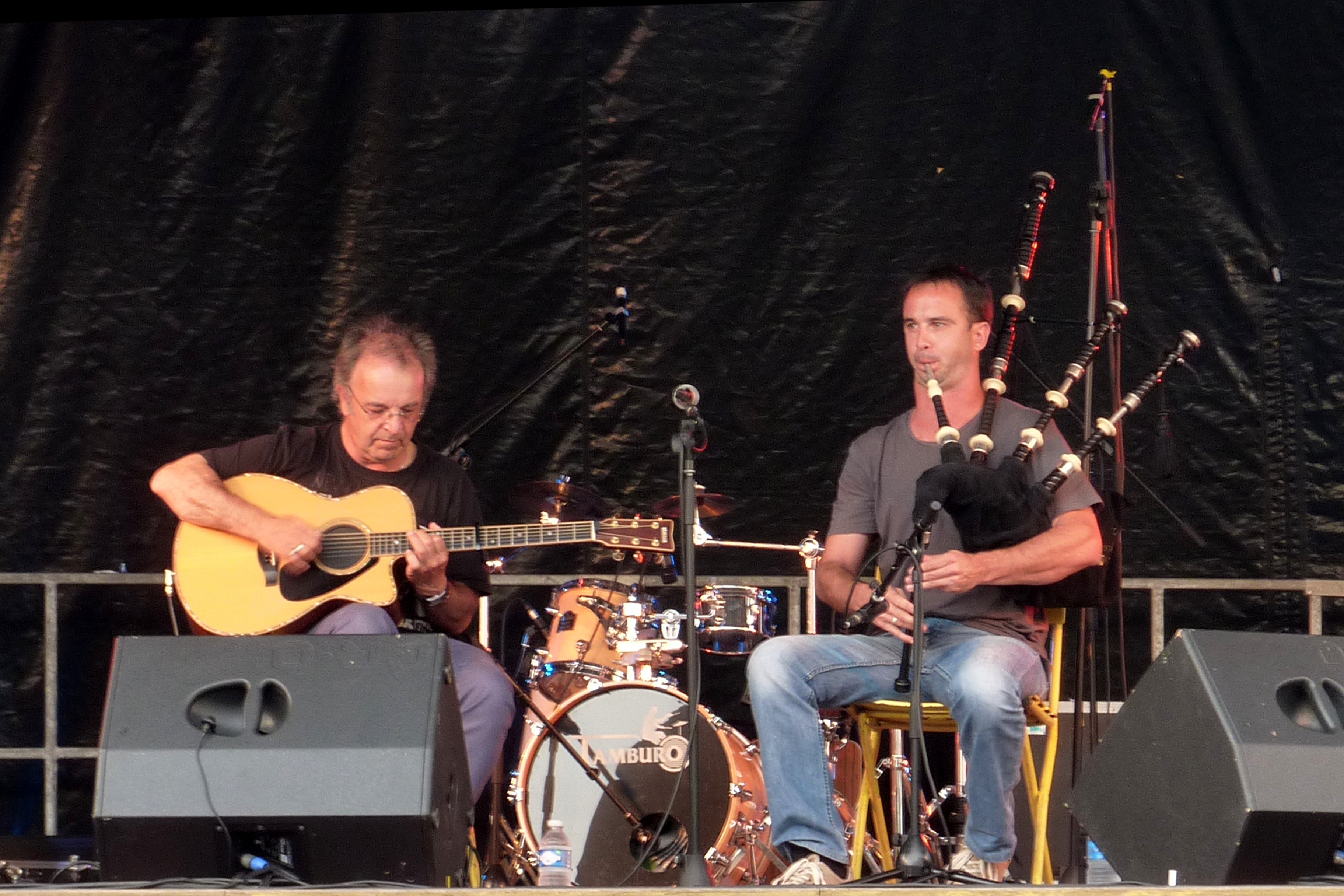
Soïg Sibéril avec Cédric Le Bozec à la cornemuse.

En 2010, Soïg Sibéril réalise une tournée en duo avec Jamie Mc Menemy. Album et série de concerts Autour de la guitare celtique avec Jean-Félix Lalanne, Gildas Arzel, Gilles Le Bigot, Dan Ar Braz.
Il sort en 2011 Duo libre avec Cédric Le Bozec chez Coop Breizh et participe à l’album La Fontaine troublée d'Évelyne Girardon. Il joue dans la formation rock celtique Breizharock aux côtés d’un bagad dirigé par Cédric Le Bozec, du guitariste Pat O'May, Jean-Marc Illien, Xavier Soulabail, Fred Moreau, et sortent un DVD/CD Live puis deux albums. Il enregistre sur l’album de Gwennyn (grand prix du disque du Télégramme) et accompagne Nolwenn Korbell sur scène en duo.

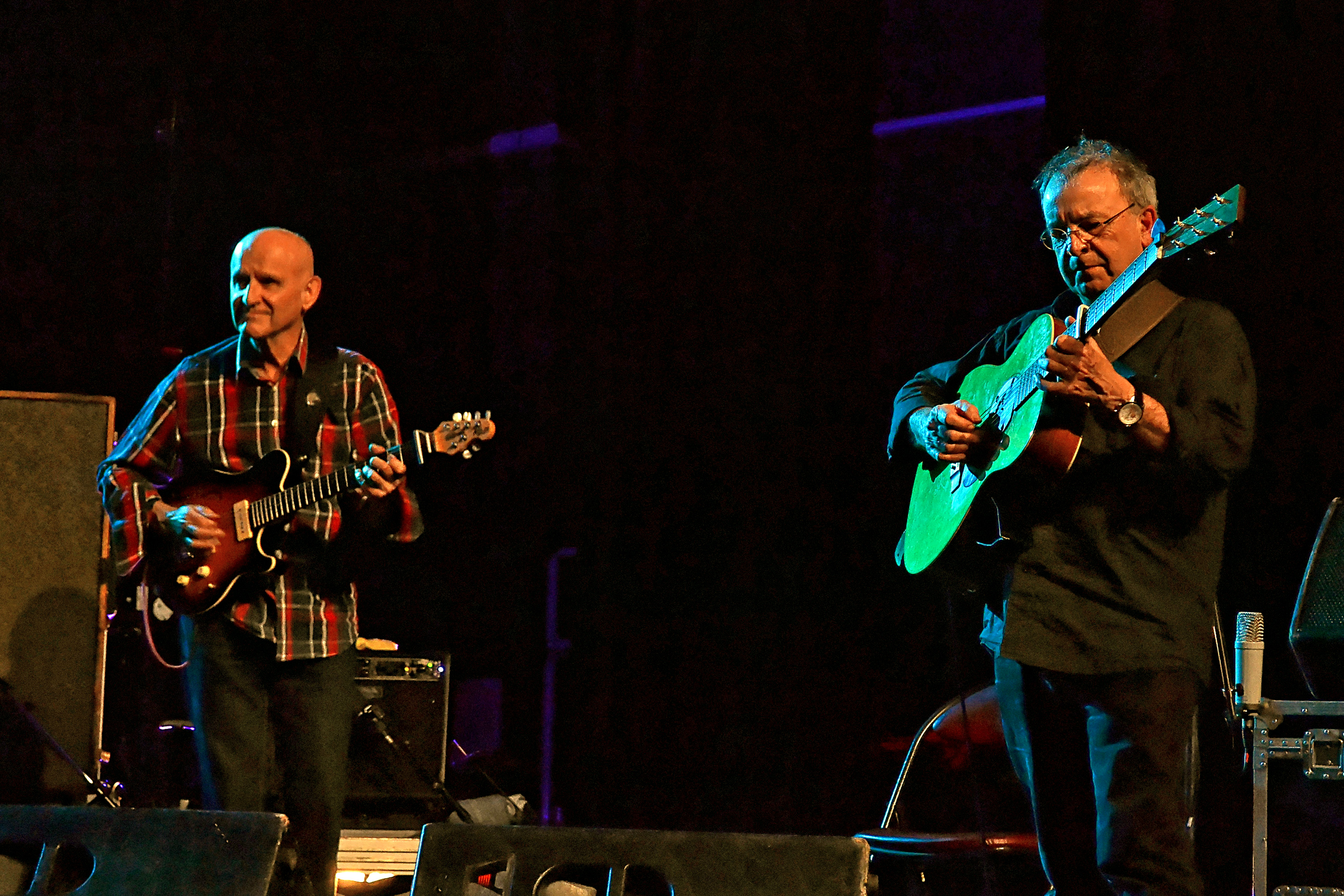
Soïg Sibéril avec Breizharock et Dan Ar Braz à Gourin en 2015.

En 2012, il joue au Festival des Vieilles charrues. Il joue à Florence et crée pour ses 30 ans de scène son spectacle Du côté de chez Soïg avec Jamie Mc Menemy, Nolwenn Korbell, Lors Jouin et Karl Gouriou. Une compilation sort chez Coop Breizh, suivie d’une tournée (Festival interceltique de Lorient, festival de Cornouaille, festival des Vieilles Charrues…). Entre deux concerts solo ou avec les Ours du Scorff, Soïg Sibéril participe au spectacle Si la lune s'arrête, donné à l'opéra de Lyon les 3 et 10 décembre 2012 avec Gilles Chabenat (vielle), Évelyne Girardon (la Bamboche), la Kabyle Soraya Madaoui et la chanteuse aixoise Yannick Guillou. Pour son dixième album (Dek), Soïg Sibéril retourne à la musique traditionnelle acoustique et, après sa tournée estivale 2014, il présente son spectacle « Un bout de chemin » dans lequel il est accompagné par les photographies d'Éric Legret. Le conteur Hervé Bellec réalise des lectures musicales de textes écrits pour l'album et la scène, racontés en live sur certaines dates.
Il participe à plusieurs créations ciné-concert de l'accordéoniste Alain Pennec : Le cuirassé Potemkine en 2013, The Manxman en 2015 au festival interceltique de Lorient. A partir de 2014, il forme un duo avec l'accordéoniste Étienne Grandjean, avec qui il jouait dans Pennoù Skoulm ; ils sortent un album produit par le label Marzelle de Tri Yann en juin 2016.

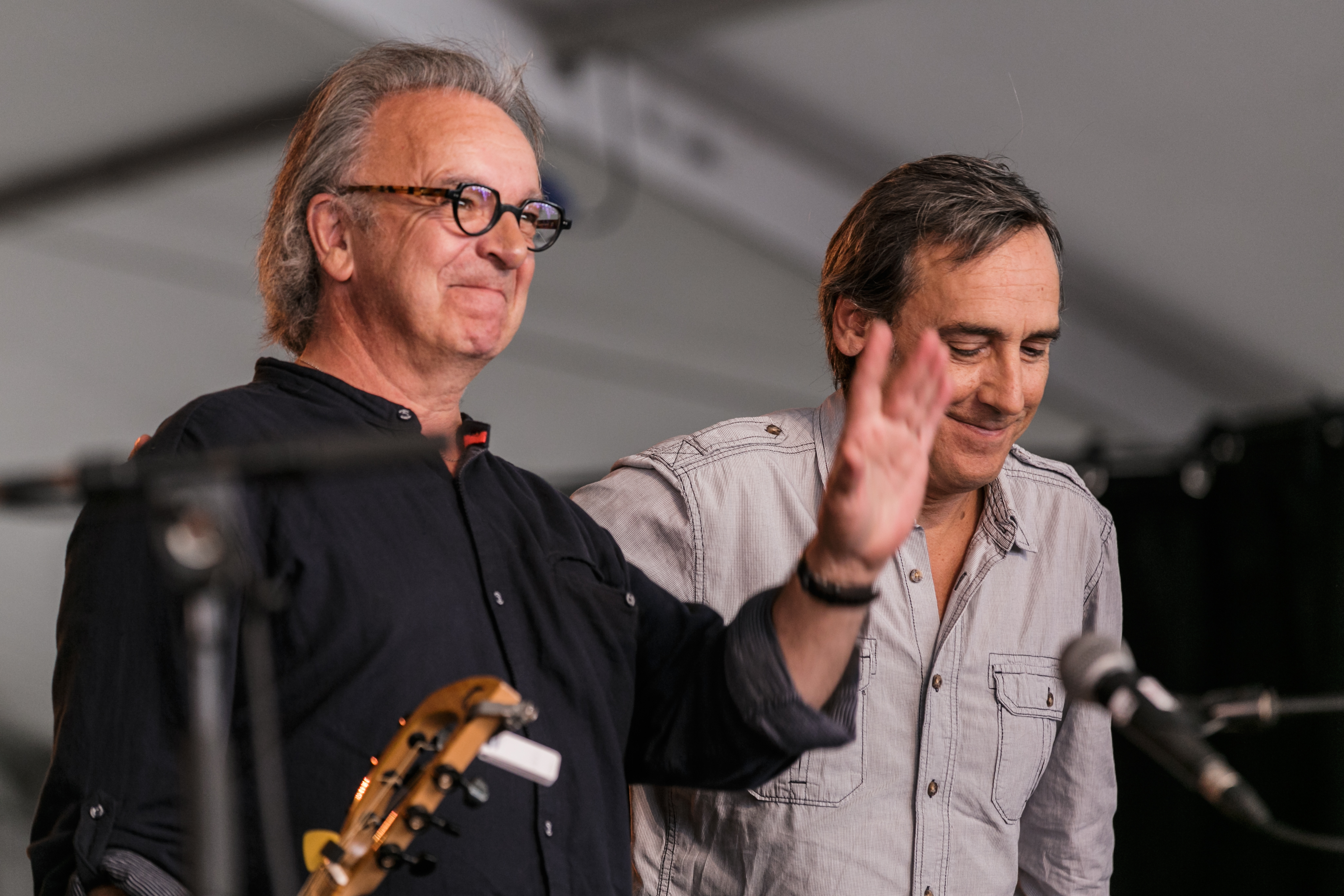
Concert avec Étienne Grandjean.

En duo avec Jean-Félix Lalanne à partir de 2016, ils réalisent des séries de concerts et enregistrent l'album "Back to celtic guitar" en 2019.

### Années 2020
En 2021, sort son album Les Sentiers partagés. Cet album réunit Jean-Félix Lalanne (qui assure aussi la direction artistique), Patrice Marzin, Jean-Marie Ecay, Samuelito ou encore Gwen Cahue.
En mars 2022, l'album reçoit le prix coup de cœur de l'académie Charles-Cros,.

### Décès

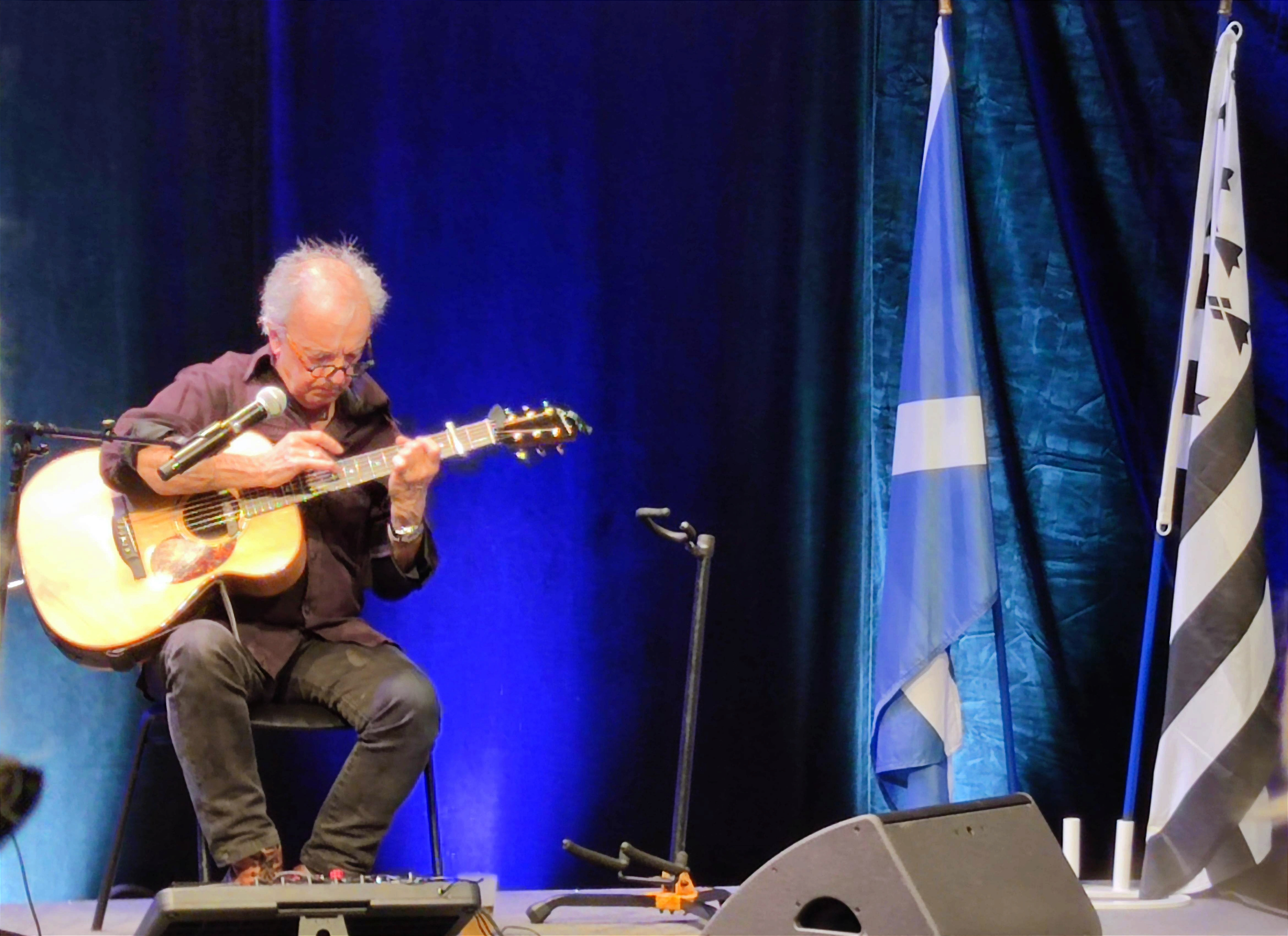
Concert en solo le 29 octobre 2023 au Festival du livre à Carhaix.

En 2022, Soïg Sibéril se dit éprouvé par la mort de sa compagne Kidou avec qui il a vécu pendant 46 ans, à Trébrivan. Il réalise des concerts en solo après avoir annoncé que son douzième album serait le dernier.
Il décède le 6 avril 2025 à l'âge de 70 ans, à l'hôpital de Carhaix.

## Hommage
Près d'un millier de personnes lui rendent hommage en musique et en danse lors d'une cérémonie le 9 avril à l'espace Glenmor, à Carhaix.

## Style
Fan de folk, ses premières inspirations sont Bob Dylan, Woody Guthrie et Pete Seeger.
Il s'intéresse au bluegrass[réf. nécessaire].

## Discographie

### Albums personnels
- 1993 : Digor (Gwerz Pladenn/Coop Breizh)
- 1996 : Entre ardoise et granit : maen glas ha maen greun (Gwerz Pladenn/Coop Breizh)
- 1999 : Gwenojenn (Gwerz Pladenn/Coop Breizh)
- 2001 : Gitar (Naïve Records)
- 2003 : Du côté de chez Soïg ! (CD live Siam Production/Coop Breizh)
- 2006 : Lammat (Coop Breizh)
- 2008 : Tan Dehi, kan ha gitar, avec Lors Jouin (Coop Breizh)
- 2009 : Botcanou (Coop Breizh)
- 2011 : La guitare celtique de Soïg Sibéril (Double DVD) Méthode de guitare
- 2014 : Dek (Coop Breizh)
- 2017 : Habask (Coop Breizh)
- 2019 : Back to Celtic Guitar avec Jean-Félix Lalanne
- 2021 : Les sentiers partagés avec Jean-Félix Lalanne (Prix de l’Académie Charles-Cros)

### Compilations
- 2012 : 30 ans de scène... Tamm ha tamm (2 CD Coop Breizh)

### AvecKornog
- 1983 : Éponyme (CD Escalibur/Arfolk)
- 1984 : Première, Music from Brittany, Live in Minneapolis (CD Green Linnet)
- 1985 : Ar Seizh Avel/On Seven Winds (CD Green Linnet)
- 1986 : IV (CD Adipho)

### AvecGwerz
- 1985 : Musique bretonne de toujours… (CD Dastum, réédition 1999 Ethnéa/Musea)
- 1988 : Au-delà (CD Escalibur/Coop Breizh) Grand Prix de l’Académie Charles-Cros
- 1993 : Live (CD Gwerz Pladenn/Coop Breizh)

### AvecOrion
- 1991 : Blue Room (CD Keltia Musique)
- 1999 : Restless Home (CD Keltia Musique)

### AvecLes Ours du Scorff
- 1994 : La rouchta - (Unidisc/Auvidis)
- 1996 : La Maison des bisous (Keltia Musique)
- 1998 : Le Grand Bal (Keltia Musique)
- 2000 : Le Retour d'Oné (Keltia Musique)
- 2005 : La bonne pêche (Keltia Musique)

### Participations
- 1976 : Sked - Sked (33 tours Velia)
- 1977 : Kanfarted Rostren (LP Velia)
- 1981 : Jamie Mc Menemy - The Road to Kerrigouarch
- 1989 : Den - Just Around the Window (CD Escalibur/Coop Breizh)
- 1990 : Pennoù Skoulm - Fest-Noz Breton (CD Escalibur/Coop Breizh)
- 1991 : Kemia - Kemia (CD Escalibur/Coop Breizh)
- 1995 : Guitares celtiques (CD Sony Music)
- 1995 : Alain Pennec - Alcôves (Keltia Musique)
- 1995 : Christian Le Maître - Ballades à l'hôtesse
- 1996 : Signes Particuliers - Normal
- 1997 : Kerden, Cordes de Bretagne - Compilation
- 1997 : Xosé Manuel Budiño - Paralaia
- 1998 : Celtic Fiddle Festival - Encore
- 1998 : Jean-Charles Guichen
- 1999 : Jean-Michel Veillon - Er Pasker (CD Coop Breizh)
- 1999 : Stefan Eicher - Louanges
- 1999 : Celtic Colours (International Festival) - Forgotten Roots
- 2000 : Signes Particuliers - Rencontre
- 2001 : Bernez Tangi - Eured An Diaoul (CD An Naer)
- 2002 : P.S.G. avec Patrice Marzin et Jean Charles Guichen (CD Coop Breizh)
- 2003 : Jean-Félix Lalanne - Autour de la Guitare
- 2004 : Trio avec Tony McManus et Alain Genty - The Clearstream
- 2004 : Michael Jones - Prises et reprises
- 2006 : Wig A Wag - Wig a Wag
- 2007 : Nolwenn Korbell - Red (CD&DVD Coop Breizh)
- 2007 : Abalip - C'hwezh an Houarn
- 2010 : Autour de la guitare celtique de Jean-Félix Lalanne, avec Gilles Le Bigot, Dan Ar Braz et Gildas Arzel
- 2010 : Gweltaz ar Fur - Mebay 'vo glaw (CD Coop Breizh)
- 2010 : Bagad Gwengamp - Gwem Bronx (CD & DVD Coop Breizh)
- 2010 : Évelyne Girardon - La fontaine troublée
- 2011 : Cédric Le Bozec - Duo Libre (CD Coop Breizh)
- 2011 : Gwennyn - Kan an tevenn (Keltia Musique)
- 2011 : Breizharock - Breizharock (CD & DVD Coop Breizh)
- 2012 : Alain Pennec - Fabulations Sonores
- 2013 : Joa - Fri Lous
- 2013 : Breizharock - Eskemm
- 2015 : Dylan Fowler, Ian Melrose - Celtic Guitar Journeys (CD Acoustic Music Records)
- 2016 : Etienne Grandjean & Soig Sibéril - La tempête (Marzelle/Coop Breizh)
- 2017 : Breizh eo ma bro ! - collectif (Sony) guitares
- 2017 : 1, 2, 3... Kanañ a ri ! collectif musical pour le livre CD de Maryvonne Berthou des éditions TES
- 2017 : Lonely Star - The Starlit Sea
- 2021 : Gwennyn - Immram

### Partitions
- Musique celtique, partitions et tablatures pour guitare, 34 p., broché, Coop Breizh
- Kerden, cordes de Bretagne, 16 partitions inédites de Jacky Molard, Pat O'May, Dan Ar Braz, Soïg Sibéril, PSG, Yvon Riou... (pour guitare, bouzouki et basse)
- Gitar, morceaux tirés des albums Gitar, Entre ardoise et granit et Gwenojenn, 104 p., broché, Coop Breizh
- La guitare celtique de Soïg Sibéril (DVD et tablatures)[37]

### Filmographie
- Du côté de chez Soïg, portrait documentaire de Philippe Guilloux, 2009, Carrément à l'Ouest, 26 min. [voir en ligne]